# راتی آگنیهوتری
راتی آگنیهوتری (انگلیسی: Rati Agnihotri؛ زادهٔ ۱۰ دسامبر ۱۹۶۰) یک مدل و هنرپیشه اهل هند است.
از فیلم‌ها یا برنامه‌های تلویزیونی که وی در آن نقش داشته‌است می‌توان به من و تو اشاره کرد.

## فیلم‌شناسی
فهرست برخی از فیلم‌هایی که راتی آگنیهوتری در آنها به ایفای نقش پرداخته‌است:
- من و تو
- شانس
- بوکسور
- ستاره
- تاریخ
- آنچه دل بخواهد
- دو
- سینگ بله می‌گوید
- خار
- دیدی چی شد!
- کمی ترش، کمی شیرین
- باربر
- من آواره‌ام
- مشعل
- با تو
- ما ساخته‌ایم
- ساتیام شیوام
- انقلاب
- زورگیری
- عزیزم
- پدربزرگ صاحب
- بوسه بوسه قسمت
- زلزله
- وظیفه و قانون
- قانون
- کرشمه قدرت
- دوستت دارم جانی
- تصمیم من
- طوایف
- روی دیگر ازدواج
- علاقه‌مندان
- چاتور سینگ دو ستاره
- فکر نکرده بود
- چهره حقیقت
- شوهر دست دوم
- ماجونو
- پرندگان شاد
- بیا، آرزو کن
- عیاش
- بی‌پناه
- خداحافظ
- عشق تو را دیدم